# Żyworodkowate
Żyworodkowate (Viviparidae) – rodzina dużych (powyżej 15 mm wys.), słodkowodnych ślimaków z podgromady ślimaków przodoskrzelnych i rzędu Architaenioglossa.
Przedstawiciele rodziny mają prawidłowo rozwinięte narządy lewej strony ciała, mają więc tylko jeden przedsionek, jedną nerkę i jedno skrzele. Wszystkie są żyworodne i rozdzielnopłciowe. Dymorfizm płciowy wyraźnie objawia się w budowie czułków. Samice mają oba czułki jednakowe, natomiast u samców prawy czułek przekształcił się w aparat kopulacyjny i jest znacznie krótszy. Tuż poniżej czułków, na osobnych słupkach, znajdują się parzyste oczy.
Muszle u większości gatunków są gładkie (tylko nieliczne mają dość charakterystyczne urzeźbienie), z mniej lub bardziej wyraźnym spiralnym paskowaniem. Otwór zamknięty cienkim, asymetrycznym, rogowym wieczkiem. Dołek osiowy szczelinowaty lub zupełnie zakryty.

## Systematyka
Rodzina dzieli się na trzy podrodziny z następującymi rodzajami:
- Bellamyinae Rohrbach, 1937
  - Amuropaludina Moskvicheva, 1979
  - Angulyagra H.S. Rao, 1931
  - Anularya L.-J. Zhang & S.-C. Chen, 2015
  - Anulotaia Brandt, 1968
  - Bellamya Jousseaume, 1886
  - Celetaia Clench, 1966
  - Cipangopaludina Hannibal, 1912
  - Dalipaludina L.-J. Zhang, 2023
  - Eyriesia P. Fischer, 1885
  - Filopaludina Habe, 1964
  - Glaucostracia Ancey, 1898
  - Heterogen Annandale, 1921
  - Idiopoma Pilsbry, 1901
  - Larina A. Adams, 1855
  - Margarya G. Nevill, 1877
  - Mekongia Crosse & P. Fischer, 1876
  - Neothauma E.A. Smith, 1880
  - Notopala Cotton, 1935
  - Sinotaia F. Haas, 1939
  - Taia Annandale, 1918
  - Tchangmargarya J. He, 2013
  - Torotaia F. Haas, 1939
  - Trochotaia Brandt, 1974
  - Turgaja Maderni & Martinson, 1969 †
- Lioplacinae Gill, 1863 (Campelominae)
  - Campeloma Rafinesque, 1819
  - Lioplax Troschel, 1857
  - Scalipaludina Starobogatov, 1986 †
- Viviparinae J.E. Gray, 1847
  - Callinina Thiele, 1931
  - Galizgia Mikhaylovskiy, 1903 †
  - Rivularia Heude, 1890
  - Trochopaludina Starobogatov, 1986 †
  - Tulotoma Haldeman, 1840
  - Tulotomops Wenz, 1939 †
  - Viviparus Montfort, 1810

Kilkunastu rodzajów wymarłych nie przypisano do żadnej z powyższych podrodzin, są to:
- Albianopalin Hamilton-Bruce, B.J. Smith & Gowlett-Holmes, 2002 †
- Apameaus Sivan, Heller & van Damme, 2006 †
- Bathonella Yen, 1948 †
- Czabalaya Bandel & F. Riedel, 1994 †
- Fretacaeles Hamilton-Bruce & Kear, 2006 †
- Igapaludina Matsuoka, 1985 †
- Kaya Van Damme & Pickford, 1999 †
- Kwangsispira Hsü, 1935 †
- Lioplacodes Meek, 1864 †
- Macromargarya T. Ying, Fürsich & S. Schneider, 2013 †
- Paludinopsis Icke & K. Martin, 1905 †
- Paracampeloma Hsü, 1935 †
- Pedinopomus Bickel, 1977 †
- Proviviparus Frese & Ponder, 2021 †
- Rubeyella Yen, 1951 †
- Scalez G.D. Hanna & Gaylord, 1924 †
- Suratia Hamilton-Bruce & Kear, 2010 †
- Tulotomoides Wenz, 1939 †
- Wealdenia Yen, 1966 †

W Europie żyją wyłącznie gatunki z rodzaju Viviparus. Są to:
- Viviparus contectus (Millet, 1813) – żyworodka pospolita
- Viviparus viviparus (Linnaeus, 1758) – żyworodka rzeczna
- Viviparus ater (De Cristofori & Jan, 1832)
- Viviparus acerosus Bourguignat, 1862
- Viviparus mamillatus (Küster, 1852)

W Polsce występują dwa gatunki wymienione jako pierwsze.